# عين دريج
عين دريج مدينة صغيرة تقع شمال المغرب على ارتفاع 148 متر عن سطح البحر، وتحديدا جهة طنجة تطوان إقليم وزان حسب التقسيم الإداري المغربي, بلغ عدد سكانها سنة 2004 ما يقارب 2321 نسمة، بينما كان عدد سكانها لا يتجاوز 3161 سنة 1994, وترتكز معظم أنشطة السكان على الفلاحة نظرا لمناخ المنطقة المعتدل ووجود سد الوحدة الذي يعد من أكبر السدود في المغرب.